# Ohulceansk, Krasnodon
Ohulceansk (în ucraineană Огульчанськ) este un sat în comuna Parhomenko din raionul Krasnodon, regiunea Luhansk, Ucraina.

## Demografie
Componența lingvistică a localității Ohulceansk
     Rusă (70,94%)
     Ucraineană (28,8%)
Conform recensământului din 2001, majoritatea populației localității Ohulceansk era vorbitoare de rusă (70,94%), existând în minoritate și vorbitori de ucraineană (28,8%).